# Gaucho (album)
Pour les articles homonymes, voir Gaucho (homonymie).
Albums de Steely Dan
Aja
(1977) Alive in America
(1995)
Singles
1. Hey Nineteen
Sortie : 21 novembre 1980
2. Time Out of Mind
Sortie : mars 1981 (États-Unis)
3. Babylon Sisters
Sortie : mars 1981 (Royaume-Uni)

Gaucho est le septième album studio du groupe de rock américain Steely Dan, sorti le 21 novembre 1980, par MCA Records.
L'album marque un changement stylistique important pour le groupe, qui se concentre davantage sur le rythme et l'atmosphère que dans ses premiers travaux, avec moins de progressions d'accords complexes sur le plan harmonique, mais les sessions d'enregistrement pour Gaucho représentent le penchant typique de Donald Fagen et Walter Becker pour le perfectionnisme en studio et leur obsession des techniques d'enregistrement,. Le groupe utilise au moins quarante-deux musiciens différents, passe plus d'un an en studio et dépasse largement l'avance monétaire donnée par le label. En janvier 1982, l'album remporte le Grammy Award pour le meilleur enregistrement non-clasique, et reçoit des nominations pour l'Album de l'Année et la meilleure performance pop d'un duo ou d'un groupe vocal.
Au cours des deux années d'enregistrement de l'album, le groupe est en proie à une addition de problèmes d'ordres créatifs, personnels et professionnels. MCA, Warner Bros. et Steely Dan ont une bataille juridique à trois sur les droits de sortie de l'album. Walter Becker est sévèrement blessé après avoir été renversé part une voiture à New York, puis le 30 janvier 1980, sa petite amie meurt d'une overdose dans leur appartement. Après la sortie de l'album, le musicien de jazz Keith Jarrett doit être crédité comme co-auteur sur la chanson titre de l'album après avoir menacé de poursuites judiciaires pour plagiat de la chanson de Jarrett Long As You Know You're Living Yours.
Apprécié par la critique et rencontrant comme ses prédécesseurs un beau succès commercial, Gaucho marque aussi la séparation du duo Fagen-Becker, qui attendra 1993 pour refonder le groupe afin de partir en tournée. Il s'agit du dernier album de Steely Dan, avant la sortie de Two Against Nature, près de 20 ans plus tard.

## Contexte
Des difficultés importantes affectent la réalisation de l'album. Depuis 1974, Walter Becker et Donald Fagen se sont imposés comme les seuls membres permanents de Steely Dan et font appel à de nombreux musiciens  de studio pour enregistrer les chansons qu'ils écrivent  ensemble. Cependant, les relations de travail entre les deux membres deviennent de plus en plus tendues, en grande partie à cause de la consommation croissante de drogues de Walter Becker.
Pendant les sessions d'enregistrement pour Gaucho, Becker est renversé par une voiture un samedi soir, alors qu'il rentre à pied à son appartement du quartier new-yorkais de l'Upper West Side. Il parvient à mettre hors de danger la femme qui l'accompagne, mais subit de multiples fractures à une jambe, une entorse à l'autre jambe et d'autres blessures,. Pendant sa convalescence de six mois, il souffre d'infections secondaires. Pendant que Becker est à l'hôpital, Fagen et lui poursuivent leurs collaborations musicales par téléphone.
Les problèmes personnels de Becker continuent de s'aggraver lorsque sa petite amie, Karen Roberta Stanley, meurt d'une surdose de drogues à son domicile le 30 janvier 1980,. Sa famille poursuit Becker pour 17,5 millions de dollars en janvier 1981, affirmant qu'il a initié Karen à la cocaïne, à la morphine, aux barbituriques et à l'héroïne. Le tribunal se prononce par la suite en faveur de Becker.

## Enregistrement

### Sessions
Après avoir enregistré les quatre premiers albums de Steely Dan entièrement à Los Angeles, avec The Royal Scam en 1976, Becker et Fagen ont commencé à enregistrer à New York ainsi qu'à Los Angeles et les sessions d'enregistrement pour Gaucho débutent à New York en 1978. De nombreux musiciens engagés pour jouer sur l'album ne se montrent pas très enthousiastes face au style d'enregistrement perfectionniste et de plus en plus obsessionnel de Becker et Fagen. Mark Knopfler est engagé pour jouer le solo de guitare sur Time Out of Mind en raison de son jeu sur le succès de son groupe Dire Straits, Sultans of Swing, et décrit la session comme étant longue et épuisante. Sa prestation est entendue sur plus de la moitié de la chanson, bien qu'un mythe souvent répété affirme que son interprétation n'est audible que pendant environ 15 secondes. Walter Becker ne joue d'aucun instrument sur les titres Babylon Sisters, Glamour Profession, My Rival et Third World Man et des  musiciens « habitués » des sessions de Steely Dan, comme le bassiste Chuck Rainey, les batteurs Bernard Purdie, Steve Gadd et Jeff Porcaro, le claviériste Don Grolnick, le chanteur Michael McDonald ou le guitariste Larry Carlton sont présents sur cet album. 
Le mixage de l'album s'est avéré tout aussi difficile que l'enregistrement. Par exemple, il a fallu plus de 55 tentatives à Becker, Fagen, l'ingénieur du son Roger Nichols et le producteur Gary Katz pour obtenir un mixage satisfaisant des 50 secondes du fondu de fermeture de Babylon Sisters,.

### Enregistrement de la batterie

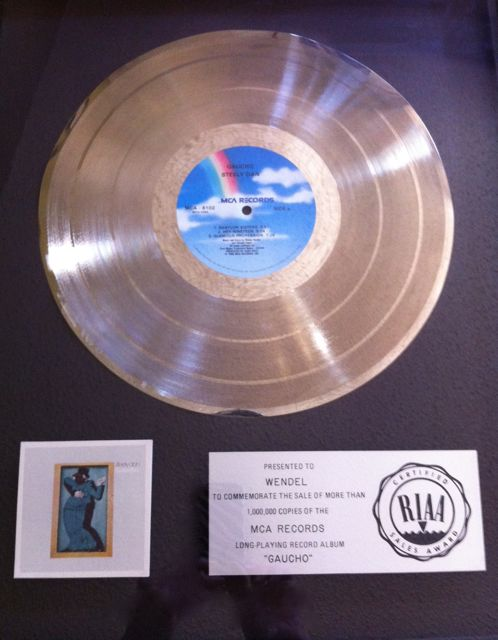
Le disque de platine décerné à la boîte à rythmes « Wendel » utilisée pour Gaucho, qui a été inventée par l'ingénieur du son Roger Nichols.

Même si les musiciens de studio qui ont joué sur Gaucho étaient parmi les plus talentueux de la côte Est et de la côte Ouest des États-Unis, Becker et Fagen n'étaient toujours pas satisfaits des pistes de base de certaines chansons, en particulier en ce qui concerne le timing des pistes de batterie. Dans une interview de 2006 accordée au Sound On Sound Magazine, Fagen a déclaré que Becker et lui avaient dit à Nichols :

« C'est dommage que nous ne puissions pas avoir une machine qui joue le rythme que nous voulons, avec des sons de batterie à pleine fréquence, et qui puisse déplacer la caisse claire et la grosse caisse indépendamment l'une de l'autre". Nichols nous a répondu : "Je peux le faire". C'était à peu près en 1978, alors nous lui avons demandé : "Vous pouvez vraiment faire ça ?". Ce à quoi il a répondu : "Oui, tout ce dont j'ai besoin, c'est 150 000 dollars". Nous lui avons alors donné de l'argent de notre budget pour l'enregistrement, et six semaines plus tard, il est arrivé avec cette machine, et c'est ainsi que tout a commencé. »

Nichols utilise alors une boîte à rythmes, qu'il baptise « Wendel ». Lorsque l'album s'est vendu à un million d'exemplaires, la Recording Industry Association of America (RIAA) décerne un disque de platine spécial pour la boîte à rythmes.
Selon Ken Micallef dans un article de Modern Drummer, la piste de batterie de la chanson titre a été assemblée à partir de 46 prises différentes. Le batteur de la session, Jeff Porcaro, a été cité comme ayant dit : « De midi à six heures, nous jouions le morceau encore et encore et encore, en peaufinant chaque partie. Nous allions dîner, revenions et commencions à enregistrer. Ils faisaient jouer tout le monde comme si leur vie en dépendait. Mais ils n'allaient rien garder de ce que les autres avaient joué ce soir-là, même si c'était très bien. Tout ce qu'ils voulaient, c'était la piste de batterie ».
Le batteur Bernard Purdie joue son rythme caractéristique, le « Purdie Shuffle », sur Babylon Sisters.

### Chansons non retenues etbootlegs
Un certain nombre de chansons ont été écrites pour l'album, mais n'ont pas été incluses dans la version finale. Certaines d'entre elles ont été incluses dans un album bootleg intitulé The Lost Gaucho, qui contient des enregistrements réalisés au début des sessions de Gaucho. Les titres des chansons comprennent Kind Spirit, Kulee Baba, The Bear, Talkin' About My Home et The Second Arrangement. Une première version de Third World Man, datant des sessions d'Aja et comportant d'autres paroles, figure sur The Lost Gaucho sous le titre Were You Blind That Day.
The Second Arrangement était l'une des chansons préférées de Katz et Nichols lors des sessions de Gaucho. Fin décembre 1979, après des semaines de travail sur une version particulière de la chanson, environ les trois quarts de la piste ont été accidentellement effacés par un assistant ingénieur, à qui Katz avait demandé de la préparer pour qu'elle soit écoutée,. Le groupe a tenté de réenregistrer la chanson, mais l'a finalement abandonnée, se concentrant plutôt, selon le biographe de Steely Dan, Brian Sweet, sur Third World Man. Lors d'une réunion de guitaristes en 2011, Larry Carlton a déclaré à propos de Third World Man :

« Lorsque le magazine Billboard a publié ... un article sur Gaucho, il était écrit "Steely Dan sort ... bla bla bla ... et un grand solo de guitare de Larry Carlton", et j'ai dit "mais je n'ai pas joué sur Gaucho, ils l'ont enregistré à New York, je n'ai pas joué dessus". J'ai appris plus tard qu'ils avaient terminé le mixage à New York et que l'un des seconds ingénieurs avait effacé l'une de leurs bandes principales. Ils ont dû se replonger dans les vieilles bandes et trouver quelque chose pour finir l'album, et c'est ainsi que je me suis retrouvé sur Gaucho à participer sur Third World Man. »

Steely Dan n'a pas interprété The Second Arrangement en public avant un spectacle de raretés le 17 septembre 2011, et un enregistrement studio de la chanson n'a jamais été officiellement sorti, bien que plusieurs maquettes et enregistrements de la chanson existent sous forme de bootlegs. En 2020, Cimcie Nichols, la fille de Roger Nichols, a déclaré que la famille avait découvert trois cassettes qui pourraient contenir des mixages bruts de The Second Arrangement. La possibilité s'est avérée être une réalité, et la cassette de Roger Nichols — ainsi qu'une deuxième version sur une cassette DAT — a été préservée en septembre 2021 et mars 2023, et publiée en juin 2023 dans la lettre d'information de Substack, intitulé Expanding Dan,.

## Musique et paroles
Selon Mike Powell de Stylus Magazine, Gaucho combine « un cynisme amer et poétique avec un jazz-rock en roue libre », tandis que Stephen Thomas Erlewine de AllMusic note qu'il « reproduit essentiellement le jazz-pop lisse d'Aja, mais sans la romance sombre et séduisante ou l'aura élégante de ce disque ». De même, l'historien du rock Joe Stuessy a suggéré que cet album faisait partie d'une série d'albums de Steely Dan qui montraient une progression des influences jazz dans le son du groupe, souvent décrit comme « jazz-rock fusion ». Le journaliste musical et animateur Paul Sexton a écrit que, si Aja avait « annoncé l'exploration toujours plus poussée des influences jazz [de Steely Dan] », Gaucho est « leur chef-d'œuvre de yacht rock ». En ce qui concerne ce dernier genre, Timothy Malcolm du magazine Houstonia déclare que l'album comportait « un certain nombre de délices yacht », et Erlewine souligne  que la chanson-titre Gaucho était un exemple du genre. Patrick Hosken de MTV News estime que, « comme Aja, Gaucho démontre à quel point le yacht rock est excellent et aussi plus ambitieux musicalement qu'il n'y paraît, liant la blue-eyed soul et le jazz au funk et au R&B ».
L'auteur de Best of Steely Dan, Hal Leonard, décrit Gaucho comme « un album conceptuel de sept histoires interdépendantes sur des hipsters en puissance ». Selon Ian MacDonald, « deux chansons parlent de prostituées, deux autres des agissements de dealers de coke, et une cinquième dépeint le dénouement d'une dispute conjugale miteuse. L'humour et le talent artistique sont les éléments qui sauvent l'ensemble. Les paroles respirent la classe et la sous-classe, tandis que la musique, quelle que soit sa forme ou son déguisement, est immaculée ». Les paroles de Hey Nineteen traitent d'un hipster vieillissant qui tente de draguer une fille si jeune qu'elle ne reconnaît pas « 'Retha Franklin » qui passe à la radio, et la chanson se termine notamment par la phrase ambiguë « The Cuervo Gold, the fine Colombian, make tonight a wonderful thing »,,. Stewart Mason de AllMusic écrit que Time Out of Mind est « une chanson à peine voilée sur l'héroïne, plus précisément sur la première expérience d'un jeune homme avec la drogue aux mains d'un prétentieux pseudo-religieux qui parle de "chasser le dragon" avec la "sphère mystique en provenance directe de Lhassa" », et Record World note que la chanson « offre un éventail sonore de riches figures de clavier/guitare ».

### Procès Keith Jarrett
Après la sortie de Gaucho en 1980, il fut remarqué que la chanson-titre de Gaucho, créditée à Donald Fagen et Walter Becker, ressemblait à l'instrumental Long As You Know You're Living Yours du pianiste de jazz Keith Jarrett, tiré de son album Belonging de 1974. Interrogé à ce sujet lors d'une interview accordée au magazine Musician, Becker a répondu qu'il adorait la composition de Jarrett, tandis que Fagen a déclaré : « Nous avons été fortement influencés par ce morceau de musique particulier ». Après la publication de ces commentaires, Jarrett a intenté un procès pour violation des droits d'auteur, et Becker et Fagen ont été contraints juridiquement d'ajouter son nom à la liste des crédits et de lui verser des redevances,.

## Pochette de l'album
La pochette de l'album est basée sur une sculpture en bas-relief de l'artiste argentin Israel Hoffmann. Intitulée Guardia Vieja - Tango, l'original est situé dans le musée de rue Caminito (es) à La Boca, un quartier de Buenos Aires, en Argentine.

## Réception

### Accueil critique
Lors de sa sortie, l'album a été accueilli positivement par la plupart des critiques. Ariel Swartley de Rolling Stone écrit : « Après des années d'hibernation en studio, la métamorphose commencée avec The Royal Scam est complète. Steely Dan a perfectionné l'esthétique de l'aguichage ». John Griffin du journal canadien anglophone The Gazette affirme que « la musique est parfaite tout au long de l'album ». Le New York Times donne à Gaucho une critique positive et le classa plus tard comme le meilleur album de 1980.

### Accueil commercial
Gaucho a eu un bon succès commercial, classé no 9 au hit parade Billboard Top LPs/Tapes, et obtient le disque de platine décerné par le Recording Industry Association of America. Le single principal de l'album Hey Nineteen se classe no 10 dans le Billboard Hot 100 et à la troisième place du classement RPM Top Singles au Canada.

### Distinctions
Lors de la 24e cérémonie des Grammy Awards, qui a eu lieu le 24 février 1982, Gaucho a remporté le prix Grammy du meilleur enregistrement non classique et a été nommé pour l'album de l'année et la meilleure prestation vocale pop d'un duo ou d'un groupe,.
| Date | Titre  | Catégorie                                          | Résultat   |
| ---- | ------ | -------------------------------------------------- | ---------- |
| 1982 | Gaucho | Meilleur enregistrement non classique (en)         | Lauréat    |
| 1982 | Gaucho | Album de l'année                                   | Nomination |
| 1982 | Gaucho | Meilleure prestation vocale pop d'un duo ou groupe | Nomination |

## Titres de l’album
Toutes les chansons sont écrites et composées par Walter Becker et Donald Fagen, sauf indication contraire.
| 1. | Babylon Sisters    | 5:51 |
| 2. | Hey Nineteen       | 5:07 |
| 3. | Glamour Profession | 7:29 |

| Face B | Face B           | Face B                       | Face B | Face B | Face B | Face B | Face B | Face B | Face B |
| No     | Titre            | Auteur                       | Durée  |        |        |        |        |        |        |
| ------ | ---------------- | ---------------------------- | ------ | ------ | ------ | ------ | ------ | ------ | ------ |
| 4.     | Gaucho           | Becker, Fagen, Keith Jarrett | 5:32   |        |        |        |        |        |        |
| 5.     | Time Out of Mind |                              | 4:13   |        |        |        |        |        |        |
| 6.     | My Rival         |                              | 4:32   |        |        |        |        |        |        |
| 7.     | Third World Man  |                              | 5:14   |        |        |        |        |        |        |
| 37:55  |                  |                              |        |        |        |        |        |        |        |

## Crédits

### Musiciens
Steely Dan
- Walter Becker – basse, guitare, lyre, chant
- Donald Fagen – orgue, synthétiseur, claviers, piano électrique, chant

Autres musiciens
- Mark Knopfler - guitare, chant
- Hugh McCracken - guitare
- Hiram Bullock - guitare
- Rick Derringer - guitare
- Steve Kahn – guitare électrique et acoustique
- Larry Carlton - guitare (solo sur Third World Man)
- Anthony Jackson - basse
- Chuck Rainey - basse
- Chuck Sample - basse
- Victor Feldman - claviers
- Pat Rebillot - claviers, piano électrique
- Don Grolnick – claviers, piano électrique
- Joe Sample – piano électrique
- Rob Mounsey - synthétiseur, piano
- David Sanborn – saxophone alto, chant
- Dave Tofani – saxophone ténor, chant
- Michael Brecker – saxophone ténor, chant
- Ronnie Cuber – saxophone baryton
- Tom Scott – clarinette alto et ténor, saxophone alto et ténor, lyricon
- Walter Kane - clarinette
- George Marge - clarinette basse
- Randy Brecker - trompette, flugelhorn
- Wayne Andre - trombone
- Jeff Porcaro - batterie
- Bernard « Pretty » Purdie - batterie
- Rick Marotta – batterie, chant
- Steve Gadd - batterie, Percussions
- Ralph MacDonald - percussion
- Nicky Marrero - percussion, timbales, chant
- Crusher Bennett - percussion
- Patti Austin - chant
- Diva Gray - chant
- Gordon Grody - chant
- Frank « Harmonica Frank » Floyd - chant
- Lani Groves - chant
- Michael McDonald - chant
- Leslie Miller - chant
- Zachary Sanders - chant
- Valerie Simpson - chant
- Zack Snaders - chant
- Toni Wine - chant

### Production
- Producteurs : Gary Katz, Shari Young
- Producteurs responsables : Paul Bishow, Roger Nichols
- Ingénieur responsable : Roger Nichols
- ingénieurs assistant : John "Doc" Daugherty, Gerry Gabinelli, Craig Goetsch, Tom Greto, Barbara Isaak, Georgia Offrell, Johnny Potoker, Linda Randazzo, Marti Robertson, Carla Bandini
- Superviseurs : Paul Bishow, Bill Burks, Michael Etchart, Andy McKaie, Shari Young
- Coordination production : Jeff Fura, Margaret Goldfarb, Shannon Steckloff
- Mixage : Elliot Scheiner
- Coordination : Michael Etchart
- Tracking : Elliot Scheiner, Bill Schnee
- Mastering : Bob Ludwig
- Overdubs : Jerry Garszva, Roger Nichols
- Surround mix : Elliot Scheiner
- Arrangements : Paul Griffin, Don Grolnick, Rob Mounsey, Steely Dan
- Arrangements cor : Rob Mounsey, Tom Scott
- Piano technicien : Don Farrar
- effets spéciaux : Roger Nichols, Wendel
- Consultant : Daniel Levitin
- Direction artistique : Vartan, Suzanne Walsh
- Design : Michael Diehl, Suzanne Walsh
- Assistant Design : John Tom Cohoe
- Photographie : Rene Burri

## Classements et certifications
| Classement (1980–1981)        | Meilleure position |
| ----------------------------- | ------------------ |
| Allemagne (Media Control AG)  | 57                 |
| Australie (Kent Music Report) | 9                  |
| Canada (Top Albums)           | 18                 |
| États-Unis (Top LPs & Tape)   | 9                  |
| États-Unis (Top Black Albums) | 19                 |
| Norvège (VG-lista)            | 5                  |
| Nouvelle-Zélande (RIANZ)      | 7                  |
| Pays-Bas (Mega Album Top 100) | 44                 |
| Royaume-Uni (UK Albums Chart) | 27                 |
| Suède (Sverigetopplistan)     | 15                 |

| Classement (1981)           | Position |
| --------------------------- | -------- |
| Canada (Top Albums)         | 86       |
| États-Unis (Top LPs & Tape) | 29       |
| Nouvelle-Zélande (RIANZ)    | 42       |

### Certifications
| Région                                | Certification | Ventes/Streams |
| ------------------------------------- | ------------- | -------------- |
| Australie (ARIA)                      | Platine       | 50 000^        |
| États-Unis (RIAA)                     | Platine       | 1 000 000^     |
| Nouvelle-Zélande (RMNZ)               | Or            | 7 500^         |
| ^Mise en rayon selon la certification |               |                |